# Artie Shaw
Arthur Arshawsky, noto anche con lo pseudonimo di Artie (New York, 23 maggio 1910 – Los Angeles, 30 dicembre 2004), è stato un clarinettista statunitense jazz di fama mondiale. Fu anche compositore, direttore d'orchestra e scrittore. Il suo nome figura fra quelli delle celebrità della "Hollywood Walk of Fame".

## Biografia
Insieme ai suoi amici, colleghi e rivali Benny Goodman, Tommy Dorsey e Glenn Miller, viene considerato uno dei fondatori del genere musicale swing. Si sposò otto volte, tra cui con la figlia del compositore Jerome Kern, Betty, e con le attrici Lana Turner, Ava Gardner ed Evelyn Keyes, oltre che con la scrittrice Kathleen Winsor.
Poco più che adolescente imparò a suonare il clarinetto e dopo piccole esperienze musicali in provincia con un proprio gruppo, fece ritorno a New York per iniziare a suonare in complessi di musica jazz già affermati. Poté così dare avvio ad una luminosa carriera di musicista.
In piena era dello swing, attivo con un proprio quartetto d'archi, Shaw ebbe la sua consacrazione a star musicale con una rielaborazione della popolare canzone Begin the Beguine di Cole Porter. La registrazione di questo motivo, nel 1938, scalò le classifiche di vendita rimanendo ai primi posti per sei settimane.
Shaw è stato apprezzato per le doti di innovazione che consentirono un nuovo linguaggio musicale alle big band del jazz, grazie anche all'apporto di una strumentazione inedita per l'epoca, che implicava l'uso di strumenti ad arco. Il brano Interlude in B-flat, uno dei primi da lui composti, può costituire una testimonianza di quello che i critici avrebbero definito The Third Stream (traducibile con La Terza Corrente, alternativa e a metà fra il jazz e la musica classica).
Shaw è inoltre ricordato per aver impiegato come cantante stabile del suo gruppo musicale Billie Holiday, diventando così il primo direttore d'orchestra statunitense bianco ad utilizzare una vocalist di origine afro-americana.
Nel 1941 appare nel film Follie di jazz.

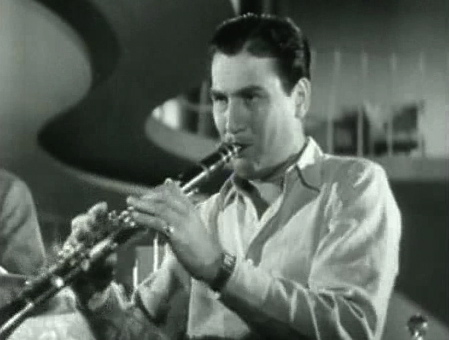
Artie Shaw appare nel film Follie di jazz.

Durante la seconda guerra mondiale, come il collega Glenn Miller (che troverà una tragica morte sul cielo de "la Manica") si arruolò nella Marina insieme a tutti i componenti della sua band (tra i quali il batterista era il padre del noto attore Ron Perlman) e fu inviato nell'area dell'Oceano Pacifico. Trascorse nella zona di guerra circa un anno e mezzo per portare conforto alle truppe USA con la sua musica e con spettacoli che venivano replicati fino a quattro volte al giorno.
Verso la metà degli anni cinquanta la sua attività come musicista di clarinetto subì dapprima un notevole rallentamento fino a cessare poi del tutto. L'artista scelse di abbandonare il palcoscenico per dedicarsi ai suoi passatempo preferiti, fra cui l'alta finanza e la scrittura (sue sono numerose fiction semi-autobiografiche e il libro The Trouble With Cinderella). Quando gli fu chiesto il perché, rispose che si era ritirato frustrato dal costante senso di inadeguatezza che provava come musicista e riprenderà a partire dal 1983 a suonare creando una nuova band scegliendo come clarinettista solista Dick Johnson.
Tra i suoi maggiori successi musicali si ricordano ancora i brani: Lady-be-good, Frenesi (prima posizione nella Billboard Hot 100 per 13 settimane), Dancing in the Dark, Nightmare, Back Bay Shuffle, Accent-tchu-ate the positive, Traffic Jam, They Say, Moonglow e Stardust.
Artie Shaw fu un maestro assoluto del clarinetto. Come strumentista fu un innovatore, gettò le basi per il clarinetto jazz del futuro unendo lo swing con il bebop. Lo confermano le sue ultime incisioni del 1953/54, The Last Recording.
Nel 2004 gli è stato assegnato un premio Grammy alla carriera.

## Discografia parziale

### 78 giri
- 1937: One, Two, Button Your Shoe/Let's Call A Heart A Heart (Columbia Records DO-1634)
- 1938: Indian Love Call/Begin the Beguine (Bluebird B-7746)
- 1938: Any Old Time/Back Bay Shuffle (Bluebird B-7759)
- 1938: I Can't Believe That You're In Love With Me/Comin' On (Bluebird B-7772)

Boxed Set
- Classic Artie Shaw Bluebird And Victor Sessions (Mosaic Records)

## Filmografia
- Follie di jazz, regia di Henry C. Potter (1941)
- Il bazar delle follie, regia di Charles Reisner (1941)